# Marcel Lanquetuit
Marcel Lanquetuit (* 8. Juni 1894 in Rouen; † 21. Mai 1985) war ein französischer Komponist, Organist, Dirigent, Improvisator und Musikpädagoge.

## Leben
Marcel Lanquetuit wurde 1894 in Rouen geboren. Sein Vater Charles (1860–1932) war Kirchenmusiker an der Kirche St-Godard de Rouen. Lanquetuit erlernte das Orgelspiel zunächst in seiner Heimatstadt bei Albert und Marcel Dupré – von 1910 bis 1914 war er Organist an der Chororgel von St-Godard – bis er 1913 an das Conservatoire de Paris zu Eugène Gigout wechselte und 1914 den 1. Preis der Orgeklasse Gigouts errang. 1918 heiratete er Marcelle Lacombe; der Architekt Pierre ging aus dieser Ehe hervor.
1920 wurde er Titularorganist von St-Godard, 1938 schließlich als Nachfolger Henri Beaucamp an der Kathedrale von Rouen. Die Position behielt er bis 1978. Daneben vertrat er gelegentlich Marcel Dupré an der Orgel von St-Sulpice während dessen Konzertreisen. Lanquetuit selbst unternahm 1926 eine Konzertreise durch die Vereinigten Staaten und trat in New York, Princeton und an der Orgel des Wanamaker Department Store in Philadelphia auf. In den Kriegsjahren 1939 bis 1945 vertrat er Dupré auch am Pariser Konservatorium. Er selbst unterrichtete am Konservatorium von Rouen. Zu seinen Schülern zählen Pierre Labric, Bernard Havel, Jean-Claude Touche, Odile Pierre, René Alix und Marie-Thérèse Duthoit (seine Nachfolgerin in Rouen).
Lanquetuit starb am 21. Mai 1985.

## Werk
Von Lanquetuit sind nur wenige Werke erhalten; zum einen gab er der Improvisation den Vorzug, zum anderen wurde durch einen Brand seines Hauses 1940 ein Großteil seines Werkes vernichtet. Sein Ruf als Komponist gründet vor allem auf einer Toccata in D-Dur, die 1927 bei Alphonse Leduc in Paris erschien. Sie ist Albert Dupré gewidmet, ihr durchgängigen Staccato-Akkorde erinnern an Marcel Duprés Variations sur un Noël.

## Auszeichnungen
- 1958: Ritter der Ehrenlegion
- 1961: Ritter des Gregoriusorden